# دیوید پریور
دیوید پریور (به انگلیسی: David Pryor) سناتور سابق عضو حزب دموکرات ایالات متحده آمریکا بود. وی در سال ۱۹۷۹ تا ۱۹۹۷ میلادی سناتور ایالت آرکانزاس در سنای ایالات متحده آمریکا بود.